# Chambon

Chambon

Chambon je mechanická pomocná otěž, u které není možné přímé upravování během ježdění. Vede od podbřišníku skrz kroužky udidla na týl. Ruce jezdce tuto pomůcku nemohou ovlivnit a tím pádem jezdec nemá možnost koně ovlivnit přímo. Chambon je pružný a tím zve koně ke kontaktu. Největší nevýhodou je již zmiňovaná nenastavitelnost ze strany jezdce, který tím pádem nemůže koni dát odměnu v podobě ulevení od tlaku nebo možnosti natáhnout se dopředu. Chambon je docela nepoddajný, takže koně nenaučí téměř nic jiného než snížit hlavu. Ulehčuje jezdci starosti s držením pomocných otěží. Neexistuje spojení mezi kohoutkem (rukou jezce) a podbřišníkem, kde je chambon upnut.
Vzdálenost, na jakou je gumový pás chambonu nastaven a o kolik se může guma prodloužit, určuje, jak moc může kůň zvednout hlavu a jak moc může vystrčit nos dopředu. Toto je pouze v případě, že jej nenastavíte příliš krátký. V případě nedostatečného utažení, toto zařízení nezabrání tvrdohlavému koni zkracování krku a vše se vlastně děje obráceně, než bychom chtěli. Jedinou obranou proti tomu je, že kůň může tlaku chambonu využít proti posunování se udidla v jeho hubě, pokud má jezdec neklidné ruce. Trvalý tlak je pro koně mnohem přijatelnější, než prudké tahání za udidlo jezdcem. Kůň může tedy snížit hlavu a také si stabilizovat udidlo díky elasticitě gumy.